# Brandon Baker
Brandon Baker (né le 28 avril 1985 à Anaheim, Californie) est un acteur américain. Il est surtout connu pour ses rôles dans les films de Disney Johnny Tsunami (en) et sa suite, Johnny Kapahala. Il joue également dans la sitcom One World (en) de la chaîne NBC.

## Biographie
De descendance anglaise, allemande et philippine, il devient acteur à l'âge de onze ans. À douze ans, il joue dans le film de Disney The Jungle Book: Mowgli's Story .
En 1999, il joue aux côtés de Jessica Alba dans P.U.N.K.S. (P.U.N.K.S.). En 2007, Baker est invité aux jeux des Disney Channel pour remplacer Zac Efron.
Il vit avec sa famille à Santa Barbara.